# Никольское (Омская область)
Нико́льское — село в Тюкалинском районе Омской области. Административный центр Никольского сельского поселения.

## История
Основано в 1896 году. В 1928 году состояло из 150 хозяйств, основное население — русские. В административном отношении являлось центром Никольского сельсовета Тюкалинского района Омского округа Сибирского края.

## Население
| 1926 | 2010 |
| ---- | ---- |
| 845  | ↘458 |

## Известные уроженцы
- Лекарев, Филипп Андреевич (1915—1965) — советский военнослужащий, младший сержант, Герой Советского Союза.